# Nafudakake

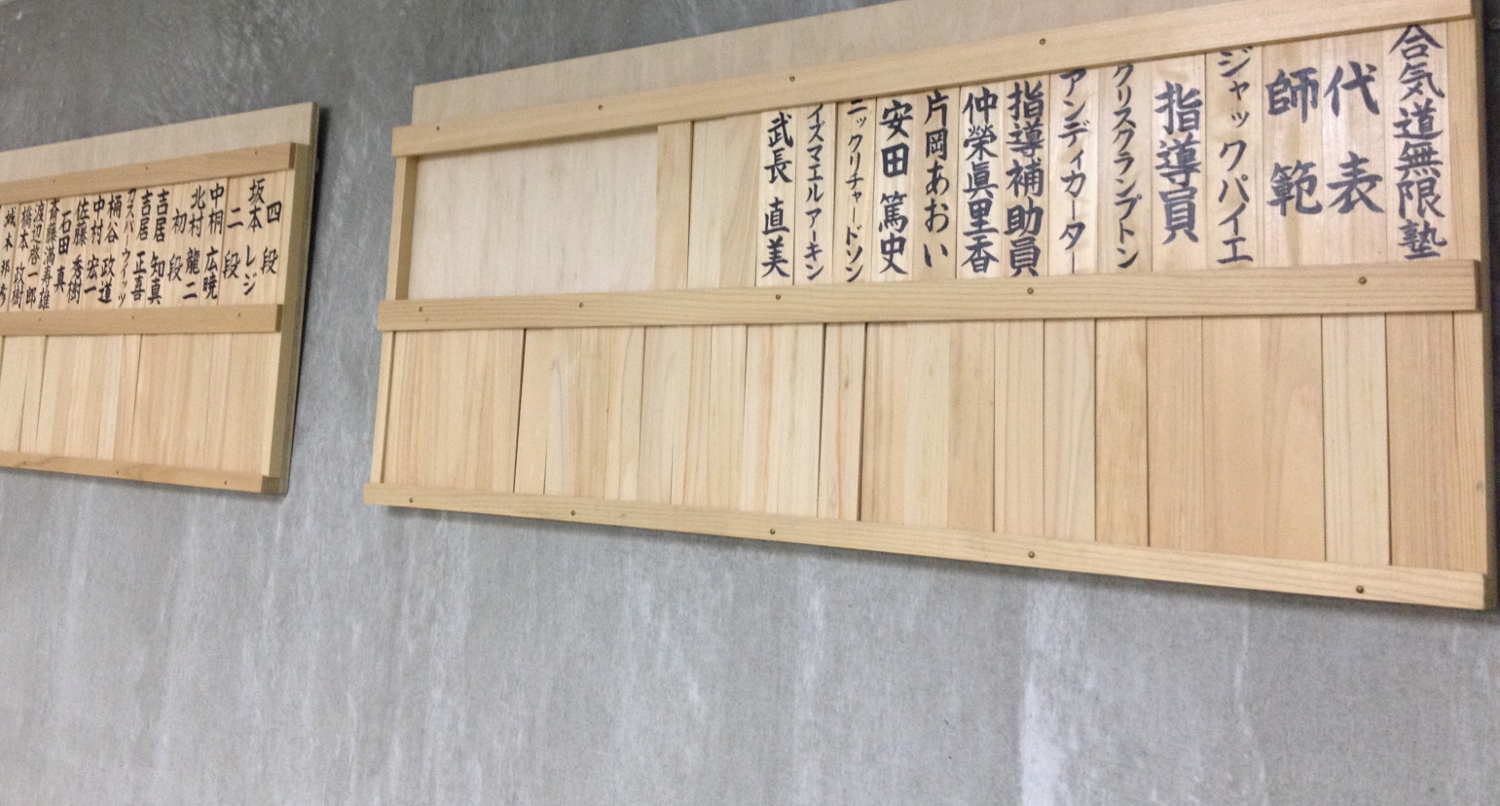
Nafudakake in un dojo di aikidō

In  giapponese, il termine nafudakake (名札掛け?) (Hiragana: なふだかけ) si riferisce ad un gruppo di targhette in un dojo di arti marziali giapponesi e altre arti giapponesi (ad esempio la Cerimonia del Tè) con sopra scritti i nomi dei discepoli del dojo, ed anche i loro ranghi.
Solitamente, ogni nome è scritto su una diversa placchetta di legno appesa ad un uncinetto metallico  oppure ad un chiodino. In un dojo dove vengono mostrati i gradi, la targhetta di una persona è posta più in alto in base al rango d'appartenenza. I nafudakake sono anche usati nei santuari shinto  per mostrare i nomi dei benefattori.